# Ashley Walters
Ashley Walters   (Gran Londres, 30 de juny de 1982), també conegut pel seu nom artístic Asher D, és un actor i raper britànic. Va saltar a la fama com a membre del grup de UK garage So Solid Crew, que va assolir el primer lloc a les llistes del Regne Unit el 2001 amb el seu segon single, «21 Seconds».
Walters és conegut per interpretar el traficant de drogues Dushane en cinc temporades de la sèrie dramàtica britànica Top Boy (2011–2023). Altres crèdits inclouen Grange Hill (1997), Storm Damage (2000), Bullet Boy (2004), Get Rich or Die Tryin' (2005), Life and Lyrics (2006), Hustle (2007), Outcasts (2011), Doctor Who (2013), Truckers (2013), Cuffs (2015), The Aliens (2016), Bulletproof (2018-2021), A Thousand Blows (també va dirigir els episodis 4, 5 i 6), Missing You i Adolescence (totes del 2025).

## Trajectòria
Walters va néixer el 30 de juny de 1982, a Peckham, al sud-est de Londres, de pares jamaicans i guyanesos. Va ser criat per la seva mare, Pamela Case, funcionària del govern local. Va assistir a l'escola primària St. George's CE a Camberwell des dels quatre anys, i després a l'escola Pimlico, ara coneguda com a Pimlico Academy, completant els seus GCSE amb bones notes en totes les 10 assignatures. També va estudiar arts escèniques a la Sylvia Young Theatre School.
El juliol de 2001, després d'una discussió amb un agent de trànsit, es va trobar que Walters portava una pistola d'aire Brocock modificada per disparar munició real. Va ser arrestat i, el 2002, empresonat durant 18 mesos en un centre d'internament per a joves. Havent passat els nou mesos anteriors sota custòdia, posteriorment va complir nou mesos addicionals per completar la seva condemna.

### Carrera musical
Walters va començar la seva carrera com a raper unint-se al grup de UK garage de Battersea, So Solid Crew, el 2001. El grup va aconseguir un número u a les llistes del Regne Unit el 2001 amb el seu segon single, «21 Seconds».
Després que el grup es dissolgués, va continuar en solitari, gravant l'àlbum In Memory of the Street Fighter (2006), amb el senzill «Andrea» i la cançó «Every Little Thing I Say». Va llançar un àlbum d'estudi el 2008 titulat The Appetiser, un àlbum de 12 cançons produït amb Laurence Ezra.
A principis de 2012, Walters va signar un contracte discogràfic amb el segell discogràfic independent SK Records. El seu senzill «How You Like Me Now» es va llançar el 29 de juliol de 2012, seguit de «Your Love», llançat el 12 de novembre de 2012, amb vocals d'Alesha Dixon.

### Carrera com a actor
Walters també és actor, apareixent amb el seu nom complet, Ashley Walters. Va aparèixer a la televisió com a Omar a The Young Indiana Jones Chronicles (1992) als 10 anys, i com a Andy a Grange Hill (1997), als 14 anys. Va aparèixer a la pel·lícula de Saul Dibb, Bullet Boy (2004), on va interpretar a Ricky, que acabava de sortir de la presó i tornava a una vida normal, un paper pel qual Walters va ser nomenat Millor Revelació als Premis de Cinema Independent Britànic. També va aparèixer a Get Rich or Die Tryin' (2005).
El 2006, va interpretar el paper de Wolf a la pel·lícula Stormbreaker, i Danny a Life and Lyrics, per la qual ha rebut molts elogis. El 2007, va protagonitzar WΔZ, juntament amb Selma Blair i Melissa George, i a Sugarhouse. Va interpretar a Lacey al pilot de drama de la BBC Three, West 10 LDN. Va interpretar el personatge Billy Bond en cinc episodis de la quarta temporada del drama de la BBC, Hustle. També va aparèixer a la sèrie d'MTV, Top Buzzer, i va interpretar el paper d'Al B, al costat de Dennis Hopper, a House of 9 (2006).
Walters va actuar a l'escenari el 2002 al Royal National Theatre a Sing Yer Heart Out for the Lads, de Roy Williams, i el 2008 al Royal Court Theatre a Oxford Street, de Levi David Addai. Una altra pel·lícula, Tuesday (2008), el mostra interpretant un lladre de joies. Va aparèixer a l'obra de Bola Agbaje, Off the Endz, al Royal Court Theatre durant febrer i març de 2010.
Va fer aparicions a les sèries policíaques d'ITV, The Bill i al drama de bombers London's Burning. La seva història a Grange Hill i la seva autobiografia van ser referenciades pel còmic Stewart Lee el 16 de març de 2009, al programa de la BBC Two Stewart Lee's Comedy Vehicle a l'episodi amb el tema "Llibres de lavabo". Walters també va aparèixer a la BBC el 2009 a l'adaptació de Small Island, d'Andrea Levy, i com a Jack Holt al drama de curta durada Outcasts (2011).
Per al projecte "Off By Heart Shakespeare" de la BBC Learning, Walters va interpretar un dels discursos més coneguts de Shakespeare: "But soft, what light through yonder window breaks?" de Romeo i Julieta. A l'octubre de 2011, Walters va protagonitzar la pel·lícula de terror d'Arjun Rose, Demons Never Die. Des de 2011, va interpretar a Dushane a la sèrie dramàtica de quatre parts de Channel 4, Top Boy. Al febrer de 2012, va interpretar a Chris al drama de la BBC, Inside Men. El 2013, Walters va reprendre el seu paper com a personatge principal, Dushane, a la segona temporada de Top Boy.
Va tenir problemes amb els productors el primer dia de rodatge de l'episodi de Doctor Who, "Journey to the Centre of the TARDIS", quan va tuitejar una foto d'ell mateix al seu tràiler amb la paraula "espai". La imatge va ser eliminada immediatament.
El 2017, Walters va rebre el premi honorari del British Urban Film Festival (BUFF) per 25 anys de contribució destacada al cinema i a la televisió.
El 2024, Walters va protagonitzar una campanya publicitària per a PG Tips, dirigida per Steve McQueen.
El 2025, va començar la producció d'Animol, el seu debut com a director de llargmetratges. Més tard, el 2025, va interpretar l'Inspector Detective Luke Bascome a la sèrie de Netflix, Adolescence, on el seu personatge era la figura central en dos episodis, que van ser filmats contínuament en segments d'una hora sense talls. Waters va admetre més tard que va ser l'experiència d'actuació més difícil que mai havia hagut d'afrontar.

### Vida personal
Walters té quatre fills amb la seva ex-parella. Viu amb la seva esposa, Danielle Walters, i els seus dos fills a Herne Bay, Kent. La seva esposa Danielle és una actriu que ha aparegut a Chewing Gum, Top Boy i EastEnders.
El 31 de març de 2014, va ser multat amb 600 lliures després d'admetre haver agredit un guàrdia de seguretat a Aberdeen el setembre de 2013. El juliol de 2014, va ser multat amb 1250 lliures per possessió de cannabis a Holyhead, Anglesey. El maig de 2016, Walters va ser multat amb 1000 lliures després d'admetre haver utilitzat paraules i comportaments amenaçadors cap al personal de l'Hotel Hilton, a Islington. Walters ha dit que l'absència del seu pare durant la seva infància va contribuir al seu comportament criminal.
Walters és un fervent seguidor de l'Arsenal F.C.

### Opinions polítiques
El desembre de 2019, juntament amb altres 42 figures culturals destacades, Walters va signar una carta donant suport al Partit Laborista sota el lideratge de Jeremy Corbyn a les eleccions generals de 2019. La carta afirmava que "el manifest electoral del Partit Laborista sota el lideratge de Jeremy Corbyn ofereix un pla transformador que prioritza les necessitats de les persones i el planeta per sobre del benefici privat i els interessos creats d'uns pocs".

## Filmografia
| Encara no estrenada | Denota obres que encara no s'han estrenat |

### Cinema
| Any  | Títol                    | Rol              | Notes                 |              |
| ---- | ------------------------ | ---------------- | --------------------- | ------------ |
| 1999 | Take 2                   | Bro              | Curtmetratge          |              |
| 2000 | The Elevator             | Jove             | Curtmetratge          | Curtmetratge |
| 2000 | Some Voices              | Ajudant de cuina |                       | Curtmetratge |
| 2000 | Born Romantic            | Lee              |                       |              |
| 2004 | Bullet Boy               | Ricky            |                       |              |
| 2005 | House of 9               | Al B             | Acreditat com Asher D |              |
| 2005 | Goal!                    | Carl Francis     |                       |              |
| 2005 | Get Rich or Die Tryin'   | Antoine          |                       |              |
| 2006 | Stormbreaker             | Wolf             |                       |              |
| 2006 | Cubs                     | Karl             | Curtmetratge          |              |
| 2006 | Life and Lyrics          | Danny Lewis      |                       |              |
| 2007 | WΔZ                      | Daniel Leone     |                       |              |
| 2007 | Sugarhouse               | D                |                       |              |
| 2008 | Speed Racer              | Príncep Kabala   |                       |              |
| 2008 | Tuesday                  | Billy            |                       |              |
| 2011 | Fedz                     | Cherokee Blame   | Curtmetratge          |              |
| 2011 | Reparations for the Soul | The Entity       | Curtmetratge          |              |
| 2011 | Anuvahood                | Cracks           |                       |              |
| 2011 | Sket                     | Trey             |                       |              |
| 2011 | Demons Never Die         | Bates            |                       |              |
| 2012 | St. George's Day         | Kootz            |                       |              |
| 2013 | Grace and Danger         | Felling          |                       |              |
| 2013 | All Stars                | Mark             |                       |              |
| 2014 | Montana                  | Ryan             |                       |              |
| 2016 | Billionaire Ransom       | Danny Dorsey     |                       |              |
| 2016 | Demain tout commence     | Lowell           |                       |              |

### Televisió
| Any       | Títol                                 | Rol                              | Notes                                                              |
| --------- | ------------------------------------- | -------------------------------- | ------------------------------------------------------------------ |
| 1992      | The Adventures of Young Indiana Jones | Omar                             | Episodi: "My First Adventure"                                      |
| 1997      | Grange Hill                           | Andy Phillips                    | 12 episodis                                                        |
| 1999      | The Murder of Stephen Lawrence        | Stuart Lawrence                  |                                                                    |
| 2000      | The Coral Island                      | Jack                             |                                                                    |
| 2000      | Storm Damage                          | Stefan                           |                                                                    |
| 2000      | Urban Gothic                          | Leo                              | Episodi: "Dead Meat"                                               |
| 2000      | The Bill                              | Michael Dexter                   | Episodi: "Search Me"                                               |
| 2000      | Never Never                           | Lee                              | 2 episodis                                                         |
| 2001      | Shockers: Parent's Night              | Brian                            |                                                                    |
| 2001      | The Whistle-Blower                    | Keith Lindo                      | 2 episodis                                                         |
| 2001      | The Bill                              | Jess Thomas                      | Episodi: "Lick of Paint"                                           |
| 2001      | Dark Realm                            | Estudiant                        | Episodi: "Castle Keep"                                             |
| 2002      | The Hidden City                       | Sid                              | 21 episodis                                                        |
| 2003      | Holby City                            | Roy Woodley                      | Episodi: "One of Our Own"                                          |
| 2004      | Top Buzzer                            | Bugsy                            | Episodi: "Germination"                                             |
| 2005      | Last Rights                           | Max                              | 3 episodis                                                         |
| 2007      | Hustle                                | Billy Bond                       | 6 episodis                                                         |
| 2008      | West 10 LDN                           | Lacey                            |                                                                    |
| 2009      | Small Island                          | Michael                          |                                                                    |
| 2010      | Five Days                             | Jamal Matthews                   | 5 episodis                                                         |
| 2011      | Bedlam                                | Mark                             | Episodi: "Committed"                                               |
| 2011      | Outcasts                              | Jack Holt                        | 8 episodis                                                         |
| 2011–2023 | Top Boy                               | Dushane                          | Rol principal, també productor executiu (Temporades 4-5)           |
| 2012      | Inside Men                            | Chris                            | 4 episodis                                                         |
| 2012      | True Love                             | Paul                             | Episodi: "Story Four"                                              |
| 2012      | Sinbad                                | Abdul-Fahim                      | Episodi: "House of Games"                                          |
| 2013      | Doctor Who                            | Gregor Van Baalen                | Episodi: "Journey to the Centre of the TARDIS"                     |
| 2013      | Truckers                              | Steven Warley                    | 5 episodis                                                         |
| 2014      | The Musketeers                        | Charon                           | Episodi: "The Homecoming"                                          |
| 2014      | The Secrets                           | Ray                              | Episodi: "The Return"                                              |
| 2014      | Silent Witness                        | DI Dale Carter                   | Episodis: "Fraternity" Parts 1 i 2                                 |
| 2015      | Cuffs                                 | PC Ryan Draper                   | 8 episodis                                                         |
| 2016      | The Aliens                            | Christophe                       | 6 episodis                                                         |
| 2017      | Safe House                            | John Channing                    | 4 episodis                                                         |
| 2017      | In The Dark                           | DI Tim Cornish                   | Episodis: "Time of Death", parts 1 i 2                             |
| 2018–2021 | Bulletproof                           | Oficial de NCA Ronnie Pike       | Rol principal – 17 episodis També co-Creador                       |
| 2025      | A Thousand Blows                      | Switch (Pare de Hezekiah Moscow) | Episodi 2 i 6: Flashbacks També va dirigir diversos episodis 4,5,6 |
| 2025      | Missing You                           | Josh Buchanan                    | 6 episodis                                                         |
| 2025      | Adolescence                           | DI Luke Bascombe                 | 2 episodis                                                         |

### Web
| Any  | Títol         | Rol | Notes                                  |
| ---- | ------------- | --- | -------------------------------------- |
| 2018 | Shiro's Story | Ty  | Part 3 (Sèrie curta de YouTube); Cameo |

## Discografia

### Àlbums d'estudi
| Data           | Títol                                                   | Posicions a les llistes | Crèdit         |
| Data           | Títol                                                   | Regne Unit              | Crèdit         |
| -------------- | ------------------------------------------------------- | ----------------------- | -------------- |
| 2002           | Why Me? - Primer àlbum d'estudi no publicat             | –                       | Asher D        |
| 14 juny 2004   | Street Sibling - Segon àlbum d'estudi                   | –                       | Asher D        |
| 9 octubre 2006 | In Memory of the Street Fighter - Tercer àlbum d'estudi | –                       | Asher D        |
| 26 febrer 2009 | Ashley Walters - Quart àlbum d'estudi                   | –                       | Ashley Walters |

### Mixtapes
| Data             | Títol                                                           | Posicions a les llistes | Crèdit         |
| Data             | Títol                                                           | Regne Unit              | Crèdit         |
| ---------------- | --------------------------------------------------------------- | ----------------------- | -------------- |
| Juny 2006        | Cure 4 Cancer - Primer mixtape                                  | –                       | Asher D        |
| 4 febrer 2007    | The Appetiser - Segon mixtape                                   | –                       | Asher D        |
| 15 desembre 2011 | Forgotten Treasures Vol. 1 - Tercer mixtape                     | –                       | Ashley Walters |
| 31 desembre 2011 | Forgotten Treasures Vol. 2 - Quart mixtape                      | –                       | Ashley Walters |
| 31 desembre 2011 | Forgotten Treasures Vol. 3 - Cinquè mixtape                     | –                       | Ashley Walters |
| 2 gener 2012     | Forgotten Treasures Vol. 4 - Sisè mixtape                       | –                       | Ashley Walters |
| 16 febrer 2012   | Forgotten Treasures: The Complete Legacy - Mixtape recopilatori | –                       | Ashley Walters |

### Singles
| Data             | Títol                       | Posicions a les llistes | Àlbum                           | Crèdit                                |
| Data             | Títol                       | Regne Unit              | Àlbum                           | Crèdit                                |
| ---------------- | --------------------------- | ----------------------- | ------------------------------- | ------------------------------------- |
| 27 maig 2002     | "Back in the Day"/"Why Me?" | #43                     | Why Me?                         | Asher D                               |
| 14 febrer 2006   | "This is Real"              | –                       | In Memory of the Street Fighter | Asher D                               |
| 1 agost 2006     | "Andrea"                    | –                       | In Memory of the Street Fighter | Asher D                               |
| 9 juliol 2007    | "Still Here"                | –                       | In Memory of the Street Fighter | Asher D                               |
| 5 novembre 2007  | "Inside Out"                | –                       | Single no inclòs en àlbum       | Asher D featuring Ghetto              |
| 28 juliol 2008   | "Lies"                      | –                       | Single no inclòs en àlbum       | Baby J featuring Ashley Walters       |
| 28 octubre 2008  | "M.O. (Pt. 2)"              | –                       | Ashley Walters                  | Ashley Walters                        |
| 12 gener 2009    | "With You"                  | –                       | Ashley Walters                  | Ashley Walters featuring Mutya Buena  |
| 18 maig 2009     | "Own Two Feet"              | –                       | Ashley Walters                  | Ashley Walters featuring Chipmunk     |
| 29 juliol 2012   | "How You Like Me Now"       | –                       | TBC                             | Ashley Walters featuring Lisa Moorish |
| 11 novembre 2012 | "Your Love"                 | –                       | TBC                             | Ashley Walters featuring Alesha Dixon |